# 얼터너티브 록 아티스트 목록
다음은 얼터너티브 록 아티스트 목록이다.

## 얼터너티브라고 불리거나 불린 적이 있었던 밴드 및 가수

### 영국, 아일랜드, 스코틀랜드
- 콜드플레이
- 오아시스
- 라디오헤드
- 뮤즈
- 더 스크립트 (아일랜드)
- 보아
- 블러
- 스노 패트롤
- 플라시보
- 크랜베리스
- 킨
- 트래비스
- 스테레오포닉스
- 바스틸
- 펄프
- 부쉬
- 프라텔리스
- 맨선(Mansun)
- 코다라인
- 도터
- 더브스타(Dubstar)
- 나띵 벗 띠브스
- 매닉 스트리트 프리쳐스
- EDEN (음악가)
- The 1975
- 악틱몽키즈
- 애쉬
- 에코밸리
- 크랜베리스
- 영블러드
- 나띵 벗 띠브스
- 라이트닝 시즈
- 리퍼블리카
- 슈퍼 글래스
- 샴푸
- 스트레인지 러브
- 실버체어
- 진(Gene)
- 옥토푸스(Octopus)
- 허니 크랙(Honeycrack)
- 이지라이프
- 비엠엑스 밴디츠 (Bmx bandits) (스코틀랜드)
- 휘핑 보이(Whipping Boy) (아일랜드)
- E.M.F.

### 미국 및 캐나다
- 그린 데이
- 너바나
- 노 다웃
- 더 캡
- 도트리
- 라나 델 레이
- 레드 핫 칠리 페퍼스
- 린킨파크
- 마룬 5
- 마이 케미컬 로맨스
- 마인들리스 셀프 인덜전스
- 매리 미 제인
- 뮤트 매스
- 보이즈 라이크 걸즈
- 더 브리더스
- 블링크-182
- 벤 폴즈 파이브
- 부 레들리스 (The Boo Radleys)
- 사운드가든
- 소울 어사일럼
- 썸 41 (캐나다)
- 스리 데이스 그레이스 (캐나다)
- 스매싱 펌킨스
- 스톤 템플 파일럿츠
- 스펀지
- 심플플랜
- 아메리칸 하이-파이
- 어벤지드 세븐폴드
- 앨리스 인 체인스
- 언틸 준
- 오케이 고
- 올 아메리칸 리젝트
- 이매진 드래곤스
- 위저
- 제이슨 므라즈
- 제프 버클리
- 찰리 푸스
- 칙
- 크리스 코넬
- 케이크
- 콜렉티브 소울
- 더 클릭 파이브
- 트웬티 원 파일럿츠
- 토드 더 웻 스프락킷 (Toad the Wet Sprocket)
- 워크 더 문
- 원리퍼블릭
- 더 프래지던트 오브 유나이티드 스테이츠 오브 아메리카
- 패닉! 앳 더 디스코
- 폴 아웃보이
- 피오나 애플
- 펀
- 프라이머스
- 푸 파이터스
- 킹스 오브 리온
- 픽시즈
- 피쉬 (Phish)
- LANY
- keshi
- 도미닉 파이크
- 뉴 래디컬스
- 화이트 좀비
- 존 스펜서 블루스 익스플로젼

### 한국
- 유진박
- 자우림
- 솔루션스
- 칵스
- 피아
- 톡식
- 허클베리 핀
- 혁오
- 김성규 (인피니트)
- DAY6
- 잔나비 (밴드)
- 넬 (NELL)
- The Volunteers
- 너드커넥션
- 바밍타이거
- 지올팍 (Zior park)

### 일본
- amazarashi
- 아트 스쿨
- 아시안 쿵후 제너레이션
- 애시드맨
- 아리스 나인
- 뱀프스
- 우버월드
- 볼라 앤 디 오리엔탈 머신
- 우즈마키
- 엘르가든
- 오렌지 렌지
- 요루시카
- 갈릴레오 갈릴레이
- 9mm 패러벨럼 불렛
- 쿠루리
- GOING UNDER GROUND
- 콜드레인
- 사카낙션
- 자젠 보이스
- SEKAI NO OWARI
- 서니 데이 서비스
- 신세이카맛테짱
- 슈퍼카
- 스쿨 푸드 퍼니시먼트
- 스트레이테너
- 스피츠
- 슬리피
- 타시카
- 챗몬치
- 쓰바키야 시주소
- 디르 앙 그레이
- 듀에르쥬에르
- 토
- DOES
- DOOM
- 드래곤 애쉬
- Nothing's Carved In Stone
- 넘버 걸
- 네고토
- 하이 앤 마이티 칼라
- 더 하이에이터스
- BUCK-TICK
- 더 백 혼
- 범프 오브 치킨
- 피치카토 파이브
- 더 필로우즈
- 피쉬만즈
- 후지패브릭
- 플라스틱 트리
- 플리퍼스 기타
- 플로
- 베이스 볼 베어
- 보어덤스
- 폴리식스
- MarBell
- 맥시멈 더 호르몬
- 무크
- 유라유라 데이코쿠
- 래드윔프스
- 라르크 앙 시엘
- 루시퍼
- 린토시테시구레
- LUNA SEA
- ONE OK ROCK

### 스웨덴
- 카디건스

### 아이슬란드
- 비요크
- 슈거 큐브스

### 뉴질랜드
- 로드

### 러시아
- Zveri